# Lali Vaquero
Eulalia «Lali» Vaquero Gómez és una política i educadora espanyola, diputada a l'Assemblea de Madrid a les seves vuitena i novena legislatures per Esquerra Unida de la Comunitat de Madrid.

## Biografia
Nascuda el 20 de març de 1956 a Madrid. Afiliada de Comissions Obreres (CCOO). Presidenta de la Confederació Espanyola d'Associacions de Pares i Mares d'Alumnes (CEAPA), va participar de forma activa en les manifestacions de la Marea Verda en defensa de l'educació pública.
Va ser diputada a l'Assemblea de Madrid a la vuitena i novena legislatures del Parlament regional.
Candidata a les primàries del 30 de novembre de 2014 d'Esquerra Unida de la Comunitat de Madrid (IU-CM) per dirimir els caps de llista per a eleccions a l'Ajuntament de Madrid (va formar tàndem al costat de Julián Sánchez-Vizcaíno, aquest per l'Assemblea regional), la seva candidatura va obtenir el tercer lloc, per darrere de les de Mauricio Valiente Ots i Raquel López.